# Фітрі (озеро)
Фітрі — озеро в Чаді.

## Географія
Озеро Фітрі розташоване за 278 км на північний схід від Нджамени та приблизно за 100 км на південний захід від міста Аті в регіоні Батха.
Площа озера зазвичай становить близько 500 км², однак у дощові роки вона може збільшуватися втричі. Озеро прісноводне, неглибоке, живиться сезонними опадами та притоками з водозбірного басейну площею 70 000 км². Найбільшою притокою озера є сезонна річка Батха, яка стікає з нагір'я Вадаї, тече на захід, а при впадінні у озеро утворює дельту.
Фітрі розташоване в центрі області, населеної народом білала. Найбільшим поселенням на березі озера є Яо, столиця колишнього султанату Яо. 
Озеро Фітрі є важливим джерелом питної води для людей, що проживають в цьому регіоні, та для їхньої худоби, а також має важливе значення для рибної промисловості, забезпечуючи приблизно 3000 тон риби на рік.

## Гідрологія
Солоність озера низька, як і у інших сахельських озер у басейні Чаду. Озеро Фітрі в народі називають "молодшим братом" озера Чад. Приблизно 5000 років тому, коли клімат був більш вологим, воно було частиною велетенського озера Мега-Чад.
Як і озеро Чад, Фітрі тепер менше за розміром, ніж у минулому. Крім того, в періоди сильної посухи озеро може повністю пересихати, як це було на початку XX століття та у 1984-1985 роках.

## Екологія
Озеро Фітрі підтримує рослинність, характерну для водно-болотних угідь Сахеля, зокрема просо бургу (Echinochloa stagnina), гіпопотамову траву (Vossia cuspidata) та блакитні лотоси (Nymphaea nouchali var. caerulea). В заплавах озера поширені рідколісся, основу яких складають нільські акації (Vachellia nilotica) та безколючкові мітрагіни (Mitragyna inermis). В підліску поширені однорічні трави та осоки.
Фітрі забезпечує важливе середовище існування для мігруючих палеарктичних водоплавних та коловодних птахів, таких як білоокі черні (Aythya nyroca), а також слугує прихистком від посухи для багатьох афротропічних птахів та ссавців. Під час сезону посухи сюди приходять на водопій саванні слони (Loxodonta africana) та рудолобі газелі (Eudorcas rufifrons).  На берегах озера мешкає популяція з понад 2500 північних журавлів-вінценосів (Balearica pavonina).
У 1990 році озеро Фітрі було визнано Рамсарським водно-болотним угіддям міжнародного значення. Територія природоохоронної зони охоплює 1950 км² навколо озера.